# عبد الله الشيخ
عبد الله الشيخ فنان تشكيلي سعودي ولد في الزبير عام 1936م (1355هـ). يعد واحداً من الفنانين التشكيليين السعوديين الذين أثروا الساحة التشكيلية المحلية بأعمالهم ومشاركاتهم التي بدأت في المملكة منذ انطلاقه بمعرضه الفردي في الخبر بالمنطقة الشرقية عام 1982م، وقد سبق ذلك بثلاثة أعوام مشاركات جماعية قليلة.

## نشأته وحياته
ولد عبد الله عبد الكريم الشيخ في مدينة الزبير في العراق عام 1355هـ /1936م، وعاش فيها طفولته وصباه وتلقى تعليمه الأولي هناك، وعشق الفن مبكراً فالتحق بمعهد الفنون الجميلة ببغداد، وحصل على دبلومه عام 1959م، ودرس على يدي فنانين عراقيين يمثلان جيل الرواد في العراق وهما ((جواد سليم وفائق حسن))، وقد ترك الاثنان أثراً كبيراً في تجربة عبد الله الشيخ، كما تأثر الشيخ بأخيه عبد الجبار اليحيى.
واصل تعليمه الجامعي في دراسة التصميم في انكلترا وتخرج عام 1965م، وحصل على دبلوم في التصميم والطباعة لمدة عامين.
وفي عام 1999م تفرغ الشيخ للفن التشكيلي.

## تقلد الفنان عبد الله الشيخ عدة مهام فنية منها
1- مدير إنتاج مطابع قطاع خاص بالمنطقة الشرقية.
2- رئيس قسم التصميم بطابعة الهيئة الملكية بالجبيل الصناعية.
كما كلف كعضو لجنة تحكيم في عدة مناسبات منها:
- عضو اللجنة العليا لمسابقة الخطوط الجوية السعودية عام 2003.
- عضو لجنة الفرز للمعرض السنوي لفناني مملكة البحرين الدورة الثلاثون عام 2001.
- عضو لجنة تحكيم رسوم الأطفال لمسابقة أرامكو عام 2000م.
- عضو لجنة تحكيم لمسابقة الخطوط الجوية السعودية الدورة الرابعة 1998.
- عضو لجنة التحكيم لمعرض فناني الكويت عام 1997.
- عضو لجنة التحكيم لرسوم الأطفال لمسابقة آرامكو عام 1996.
- رئيس لجنة التحكيم لمعارض مدارس الجبيل الصناعية عام 1995 – 1999.

## أسلوبه الفني
1 - نوع إنتاجه الفني:
يكاد يكون جل إنتاجه الفني رسم وتصوير اللوحات الفنية ثنائية الأبعاد التي تمثل ذكرياته وعواطفه الشخصية، ولكننا نلاحظ دخول النحت في لوحاته الفنية في مرحلته الحالية، فزاوج بين الرسم التقليدي ذو البعدين والسطح المنحوت ثلاثي الأبعاد.
2-الخامات المستخدمة: غلب استخدام ألوان الآكليريك على معظم لوحات الشيخ إلا أنه أدخل بعض الخامات كالأسلاك والحلقات المعدنية.
3-موضوعات أعماله: كانت «أعمال عبد الله الشيخ تميل إلى إبراز متاعب الإنسان العربي، لذا فهو يحاول أن تكون مواضيعه معبرة عن قضايا الإنسان الراهنة، فيرصد الواقع ويترجم العواطف نتيجة تأثرها بالأحداث المحيطة، لذا تترجم أعماله الحالات التي تنتاب الإنسان من قهر وضياع وتمزق» (السنان، 2001م).
موضوعات المرحلة الأولى: تميزت موضوعات هذه المرحلة بالولاء للطابع الشرقي فاستلهم أفكاره من الحياة العربية والشعر العربي والحكايات الشعبية والعمارة الإسلامية ورسم البيئة البدوية والأزقة القديمة.
موضوعات المرحلة الثانية: كانت امتداد للمرحلة الأولى من حيث المواضيع غير أنها تميزت بالتجريد والميل إلى تبسيط الأشكال مع المحافظة على الرموز العربية كالنخلة والجمل ولثام المرأة.
موضوعات مرحلة أحداث 1993م: تأثر الفنان عبد الله الشيخ بأحداث حرب الخليج، وكان ذلك التأثر واضحاً في «لوحاته التي فاضت بملامح سطوة الآلة القاسية والتروس الحادة والخوذات الحربية والمسدسات فارغة الأفواه والركام المعدني الممزق» (د/ثريا العريض، 20/5/1997م).
موضوعات المرحلة الحالية: تميزت المرحلة الحالية للفنان عبد الله الشيخ المزج بين مراحله السابقة، فأوجد لغة فنية جديدة خاصة به عبرت عن العالم التقني الجديد على هذه الأرض، فبدت الآلة في لوحاته تحل محل الجسد الذي اختفى خلف هدير الآلة المسننة والحياة الرقمية، فكانت لوحاته مربعة أو مستطيلة بلا حدود أو براويز مرصعة في بعض أجزائها بحلقات معدنية، في إشارة منه لسطوة الآلة على حياة الإنسان.
الأشكال التي تغلب على أسلوبه:
تتنوع الأشكال الغالبة على أسلوب الفنان عبد الله الشيخ بتنوع المرحلة.
ففي المرحلة الأولى بدت الأشكال واقعية إلى حد ما، أما المرحلة الثانية فبدت الأشكال أكثر بساطة وتجريد «فكانت القباب والأهلة والأقواس» (القيسي، 1996م) والأشكال هندسية مجردة تحوي شي من الزخرفة، وفي مرحلة 1993م: زاوج الفنان بين الأشكال الواقعية والسريالية، وأدخل العبارات والحروف على بعض لوحاته، أما المرحلة الحالية فبدت أشكاله تجريدية عضوية.

## أعماله ومشاركاته
مثلت أعماله السعودية في عدد من المعارض والبيناليات العربية والدولية، كما شارك في العديد من المناسبات من بينها بينالي القاهرة وبينالي بنغلاديش وبينالي الشارقة ومهرجان المحبة السورية ومعرض الفن العربي الإسلامي في انقره والمعرض الدوري لفناني دول مجلس التعاون الخليجي في معظم دوراته وغيرها بالإضافة إلى مشاركاته بالمعارض الفردية وفي المعارض الداخلية الجماعية.
تقتني لوحاته عدة جهات من بينها مطار الملك خالد الدولي بالرياض ومطار الملك فهد بالدمام ووزارة الداخلية وارامكو السعودية وأمانة مجلس التعاون الخليجي وغيرها.

## خصائص لوحاته
أهم خصائصها وموضوعاتها:
- تميل أعمال الفنان عبد الله الشيخ إلى إبراز متاعب الإنسان العربي.
- مما يساعد الفنان عبد الله الشيخ على ظهور أفكاره هو استخدامه الجيد للألوان والتكوين الجيد للوحة.
- هناك عدد من الفنانين السعوديين قد نهجوا أساليب تراثيه محليه وهي طريقة صياغة مفردات التراث الشعبي أو الموروث العربي سعيا للوصول إلى أسلوب ذو شخصيه تميزه وينتمي الفنان عبد الله الشيخ إلى هذه الفئة، واستطاع المصور السعودي أن يهتم بالتراث كرافد يستلهم منه إلا إن عدد من المصورين السعوديين استطاعوا الوصول إلى صياغة جديدة بعيده عن المحاكاة والتقليد ومنهم الفنان عبد الله الشيخ.
- ويقوم أيضا برسم الإنسان المعاصر بطريقه مبتكرة بدون تفاصيل حتى يكون العمل الفني لديه تعبير توثيقي عن حالة العصر وانعكاساتها على الإنسان.
- يصور في أعماله الحالات التي تنتاب الإنسان من قهر وضياع حتى يعطي العمل قوة التأثير وشحن العاطفة.
- يحاول عبد الله الشيخ أن تكون مواضيعه معبره عن قضايا الإنسان الراهنة فينير صدى الواقع ويترجم العواطف نتيجة تأثره بالأحداث المحيطة به مثل مجموعة من لوحاته التي أطلق عليها اسم: أحداث 93“.(السنان،2001م)

## ملخص عن معرض أشياء من هذا العصر
عرض التشكيلي السعودي عبد الله الشيخ في معرضه الأخير الذي حمل عنوان «أشياء من هذا العصر» مجموعة فنية تشكل أبرز ملامح تجربته الأخيرة التي تجاوزت 60 عملا فنيا أبدعها منذ عام 1995وحتى عام 2007 ليكون كما نوعيا يعرضها للمرة الأولى، إضافة إلى أكثر من 20 عملاً فنياً أنتجها الشيخ في بدياته الفنية.
الشيخ الذي شغف في الستينات بالكثير من مؤلفي الموسيقى الكلاسيكية وثابر على الاستماع لعدد منهم سواء الرومانسيين والتأثيرين أو التعبيريين، في مقدمتهم المؤلف شوستا كوفج.
همه التلذذ بروعة التأليف والتكوين الموسيقي الذي ينظر لها كملهم تحمله أنغامها إلى عوالم أكثر رحابة ومتعة وشاعرية، يستمع للموسيقى ويبحث خلف مؤلفها، حياته أسراره، والفترة الزمنية التي عاشها ويطلع على مجموعاتهم الكاملة ليتكون من خلالها قراءات استطاع المساك بزمامها وتكوين موسيقى لونية جسدت عالما من التحولات رصدت أشياء هامة في عصرنا.
والمؤلف شوستا كوفج في أعماله السيمفونية التي أنجزها صرخة تأنيب وأحزان، بسبب حصار شرس مع خطوات الوحوش وبطش الجيوش النازية، والتي يقول عنها عبد الله الشيخ: «إن ما تحمله فترة شوستا ليست بعيدة عن حال أمتنا العربية التي تعاني مشاكل وعدم استقرار بسبب القنابل في بغداد، بيروت، فلسطين».
يعمد الشيخ في أعماله الفنية التي تعبر عن بداية نضج الفكرة لديه إلى الرسم على أنغام شوستا كوفج التي تعلو بعنف لتهوى مؤثرة وبوضوح على مكونات اللوحة لتظهر فوهات المدافع بداخلها بين آونة وأخرى. الجدير بالذكر إن هذا المعرض افتتحه معالي الدكتور إبراهيم العواجي وذلك بقاعة الأمير فيصل بن فهد للفنون التشكيلية بمعهد العاصمة النموذجي بالرياض؛ ويأتي تحت إشراف وكالة الشؤون الثقافية بوزارة الثقافة والإعلام. (شبكة الفنون، 5 –يناير)

## قراءه نقدية للوحة فتح الرياض
في تشكيل عرضي اعتمد فيه الفنان على اتزان العلاقات التشكيلية من مساحات وخطوط أفقيه ورأسيه متمثله في كافة عناصره من مباني وشخوص وخيول وزخارف شعبيه، واعتمد فيه على التباين اللوني أي التضاد بين المساحات اللونية الداكنة والفاتحة وقد صور شخوصه وكأنها في مسيره متجه إلى الرياض وعلى وجوههم تعبيرات تتسم بالصرامة والإصرار والتحدي، ورغم أنه لم يعتمد على الأسلوب الرومانسي أو الرومانتيكي الدراماتيكي في إظهار تلك التعبيرات وإنما على الإجادة بالتعبير بالخطوط المستقيمة والحادة والمتلائم مع الصياغة الأساسية لكافة عناصره في اللوحة، كما صور ثلاثة خيول، اثنين في حالة انطلاق في اتجاه المسيرة، والثالث رافعا رأسه إلى أعلى في اتجاه السماء أملا في النصر، ونستدل على ذلك من حركة رأس الحصان والتعبير المرتسم على وجهه، والمساحة الخلفية الزرقاء الخاصة به والمصورة بدرجة لونيه اقرب إلى لون السماء في الفجر وكأنها معلنه عن فجر مشرق جديد أو شروق فجر جديد وتكاد تتوسط هذه المساحة اللونية الزرقاء وبها العنصر منتصف اللوحة، كما ينفرد هذا اللون في اللوحة أيضا، ليكون كمركز ثقل اللوحة وليبرز أهمية العنصر والدلالة على المنظور ويؤكد ذلك إن السماء الأساسية في اللوحة داكنة ومظلمة، إضافة إلى التباين اللوني للعناصر وانطلاقة الخيول في مساحة لونيه داكنة أسفل اللوحة، وقد صاغ هذه العناصر في علاقات وتراكيب هندسية متجانسة ومترابطة فخرج التكوين محكم من الناحية البنائية ومعتمدا على الإيقاع في الألوان الجميلة المتضادة وقد جمع الفنان في هذه اللوحة بين الهندسية والعضوية وبذلك يمكن إدراجها تحت اتجاه التعبيرية التجريدية (معرض الفنانين التشكيليين السعوديين،1999م).

## الجوائز والتكريم
- السعفة الفضية في الدورة السابعة لملتقى الفنون البصرية لدول مجلس التعاون الخليجي في الكويت عام 2003.
- السعفة الذهبية لملتقى الفنون البصرية لدول مجلس التعاون الخليجي في سلطنة عمان عام 2001.
- جائزة المهرجان الوطني للتراث والثقافة في الجنادرية عام 1999.
- جائزة لجنة تحكيم البينالي في بينالي المحبة الاول في اللاذقية في سوريا عام 1995.[3]

## الوفاة
توفي الفنان عبد الله الشيخ وعمره 83 عاماً في سبتمبر عام 2019.